# Berlin (Virginia Occidental)
Berlin es un área no incorporada ubicada dentro del Distrito Hackers Creek-Skin Creek, una división civil menor del condado de Lewis (Virginia Occidental), Estados Unidos. Está catalogada como un asentamiento humano por la Junta de Nombres Geográficos de los Estados Unidos.
El número de identificación (ID) asignado por el Servicio Geológico de Estados Unidos es 1535657.

## Geografía
Se encuentra a una altitud de 326 m s. n. m. (1070 pies) según el conjunto de datos de elevación nacional.